# Muhammad ibn Ra’ik
Abu Bakr Muhammad ibn Ra’ik, znany lepiej jako Muhammad ibn Ra’ik (arab. ‏محمد بن رائق‎, zm. 13 lutego 942 roku) – wysoki urzędnik kalifatu Abbasydów, który został dwukrotnie mianowany amir al-umara, czyli dowódcą dowódców.

## Życiorys
Rodzina Muhammada miała korzenie chazarskie. Przed funkcją amir al-umarem był oficerem wojskowym szesnastego kalifa, Al-Mu’tadida. Wraz ze swoim bratem, Ibrahimem, był protegowanym naczelnego dowódcy Mu’nis al-Muzaffara.
W międzyczasie w Bagdadzie roznosiły się plotki, według których Mu’nis planuje się pozbyć Muhammada i Ibrahima z urzędu. Gdy kalifat w 932 roku został przejęty przez Al-Kahira, Muhammad i jego brat opuścili Bagdad, podobnie jak inni członkowie dworu, którzy sprzeciwiali się Mu’nisowi.
Muhammad ibn Ra’ik który uciekł do Syrii, został wzmocniony napływem dowódców tureckich opuszczających Bagdad i otrzymał list od Al-Muttakiego zapraszający go do powrotu do stolicy Abbasydów. Gdy Kurankij dowiedział się, że Muhammad wraca do Bagdadu, wysłał swoją armię, która spotkała siły zbrojne Muhammada w Ukbarze. Obie armie walczyły kila dni, ale ibn Ra’ik nie był w stanie zapewnić sobie zwycięstwa. Niemniej jednak oddział armii ibn Ra’ika wkroczył do Bagdadu, a dwa dni później większość jego armii. W walce, która wybuchła w samym mieście, armia Kurankija została rozgromiona, ponieważ byli atakowani również przez ludność. Kurankij ukrył się, a dominacja Muhammada została zapewniona. 22 września kazał stracić ocalałych ludzi Kurankija, a następnego dnia został ponownie mianowany tytułem amir al-umara. Kurankij został odnaleziony i uwięziony w pałacu.
Muhammad jako nowy amir al-umara przekonał Al-Muttakiego dla jego bezpieczeństwa, aby uciekł do Mosulu, gdzie został powitany przez dynastię Hamdanidów. Zorganizowali oni kampanię, aby przywrócić kalifa do stolicy. Ich cele były jednak czysto egoistyczne: zamordowali ibn Ra’ik i dołączyli jego rząd syryjski do swojego, a następnie zwrócili swoje ambicje w stronę Bagdadu. Ówczesny wódz Hamdanidów, Nasir Al-Daula, ruszył z kalifem do Bagdadu.

## Życie prywatne
Muhammad ożenił się z siostrą Dżafara ibn al-Furata, potomka dynastii Ichszydydów. Ich syn nazywał się Muzahim. Muzahim był pierwotnie przetrzymywany jako zakładnik na dworze Ichszydydzi, ale później awansował na starszego dowódcę w armii Ichszydydów i poślubił księżniczkę Ichszydydzi.